# استان کوه کنگ
استان کوه کنگ (به لاتین: Koh Kong Province) یک منطقهٔ مسکونی در کامبوج است که در کامبوج واقع شده‌است. استان کوه کنگ ۱۰٬۰۹۰ کیلومتر مربع مساحت دارد.